# Emílio Augusto Goeldi
Pour les articles homonymes, voir Goeldi.
Emílio Augusto Goeldi ou Gœldi, né Emil August Göldi le 28 août 1859 à Ennetbühl (canton de Saint-Gall) et mort le 5 juillet 1917 à Berne, est un médecin suisse ayant fait carrière au Brésil.

## Biographie
Il fait des études à l’université de Naples - Frédéric-II  avant de compléter son doctorat en 1883 à l’université d'Iéna sous la direction du grand biologiste Ernst Haeckel.
En 1884, Pierre II (empereur du Brésil) l’invite à prendre le poste d’assistant du directeur du département de zoologie du Museu Nacional de Rio de Janeiro. Mais l’empereur est dépossédé de son trône par l’armée en 1889 et Goeldi perd son poste l’année suivante.
Il demeure néanmoins à Rio de Janeiro quelques années et est appelé par le gouverneur de la province de Pará à prendre la direction du Museu Paraense, un musée d’ethnographie et d’histoire naturelle qui possède également un jardin botanique et un jardin zoologique. Il travaille à son agrandissement et à sa réorganisation jusqu’en 1907. Mais des ennuis de santé l’obligent à démissionner et à rentrer en Suisse.
En 1908, il obtient un poste de professeur de zoologie à l’université de Berne.
Ses travaux ont porté sur un large éventail de sujets mais il s’intéresse particulièrement aux vertébrés et aux insectes parasites ou nuisibles. Il étudie ainsi le phylloxéra et publie un livre American Vines où il plaide pour l'introduction des pieds de vignes américains. Son activité botanique est négligeable.
Parmi ses œuvres, il faut citer As Aves do Brasil qui paraît de 1894 à 1900 et qui est complété par un atlas de 1900 à 1906. Cet ouvrage est suivi de Die Vogelwelt des Amazonensstromes en 1901.

## Éponymie
Plusieurs espèces de plantes et d'animaux commémorent son nom : George Albert Boulenger lui a notamment dédié un amphibien, Fritziana goeldii, et Johann Ludwig Christ une fougère, Pteris goeldii.
Le Museu Paraense a été rebaptisé Museu Paraense Emílio Goeldi.

## Source
Kraig Adler (1989). Contributions to the History of Herpetology, Society for the study of amphibians and reptiles.